# گاومیش
گاومیش یا گاومیش آبی یا گاومیش آسیایی (نام علمی: Bubalus bubalis) پستانداری از خانوادهٔ گاوسانان و زیرخانوادهٔ گاویان است.
این گونه یک گاومیش بزرگ است که از شبه قاره هند، جنوب شرق آسیا و چین منشأ می‌شود. امروزه نیز در اروپا، استرالیا، آمریکای شمالی، آمریکای جنوبی و برخی از کشورهای آفریقایی یافت می‌شود.
طبق آمار فائو در سال ۲۰۰۰ تعداد گاومیش جهان ۱۵۸ میلیون رأس بود که حدود ۱۵۳ میلیون آن در قاره آسیا و بقیه در سایر نقاط دنیا زندگی می‌کنند. در سال ۲۰۱۱ مجموع تعداد گاومیش‌ها در دنیا ۱۷۲ میلیون رأس تخمین زده شد. منشأ اولیه و مهم‌ترین محل پرورش کنونی این جانور شبه‌قاره هند، جنوب شرق آسیا و چین است. اما امروزه در بسیاری از کشورهای جهان یافت می‌شود و در اقتصاد بسیاری از کشورها جایگاه ویژه‌ای دارد و تعداد و پراکندگی جغرافیایی آن هر سال در حال افزایش است. از این جانور برای شخم زدن مزارع، بارکشی، حمل و نقل و کارهایی مانند آن استفاده می‌شود. در ایتالیا بیش از ۱۰۰ هزار گاومیش شیرده وجود دارد که در مجتمع‌های صنعتی نگه‌داری می‌شود. پنیر موزارلا از شیر این جانور تهیه می‌شود.
طبق آمار سال ۱۳۸۸ جمعیت گاومیش در ایران ۴۵۹ هزار رأس بوده‌است. (برآورد جهت گاومیش ایران سال ۱۳۸۸)
گاومیش وحشی (Bubalus arnee) به احتمال زیاد نیای گاومیش آبی اهلی است.

## طبقه‌بندی گاومیش براساس محیط زیست

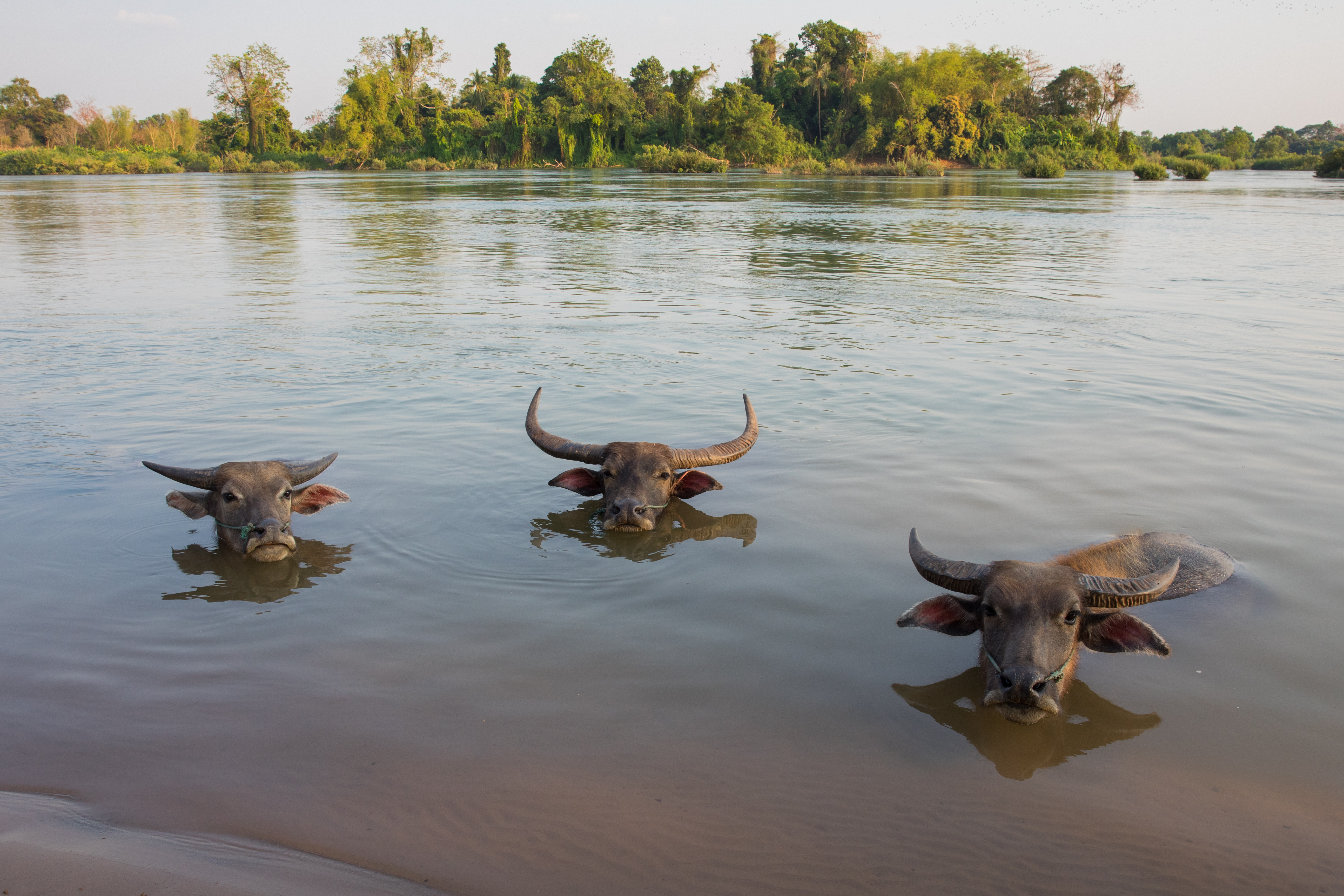
نگاره‌ای از سه گاومیش در حین آب‌تنی در رود مِکونگ، در جزیره دان دت در جنوب لائوس.

در جهان دو نوع گاومیش آبی وجود دارد:
الف) گاومیش باتلاقی
گاومیش باتلاقی، که از آسام در غرب از طریق جنوب شرق آسیا تا دره یانگ تسه چین در شرق یافت می‌شود.
دارای قدرت و توان بیشتری برای تحمل شرایط سخت می‌باشد علاقه زیادی به آب‌تنی و توقف در آب دارد و آب گل‌آلود را ترجیح می‌دهند.
در این تیپ وزن بدن به‌طور متوسط در جنس ماده ۴۰۰ و در جنس نر به ۵۰۰ کیلوگرم یا بیشتر می‌رسد.
از نظر ژنتیکی گاومیش‌های این تیپ ۴۸ کروموزومی (۴۸ = n2) هستند رنگ اغلب سیاه است و نوار کم رنگی در ناحیه گردن بالای سینه دارد ولی رنگ قهوه‌ای هم دیده می‌شود.
ب) گاومیش رودخانه‌ای
گاومیش رودخانه در شبه‌قاره هند و بیشتر در غرب به بالکان، مصر و ایتالیا یافت می‌شود.
این گروه از گاومیش‌ها آب‌تنی در آب‌های جاری و شفاف را دوست دارند و بیشتر در خاورمیانه پرورش داده می‌شوند. رنگ غالباً سیاه گاهی همراه با لکه‌های سفید در نقاط گوناگون بدن، در این تیپ رنگ خاکستری و قهوه‌ای و به ندرت سفید هم دیده می‌شود. وزن در جنس نر ۳۰۰ تا۷۰۰ کیلوگرم و در جنس ماده ۲۵۰ تا ۶۵۰ است.

## کالبدشناسی گاومیش
دستگاه گوارشی

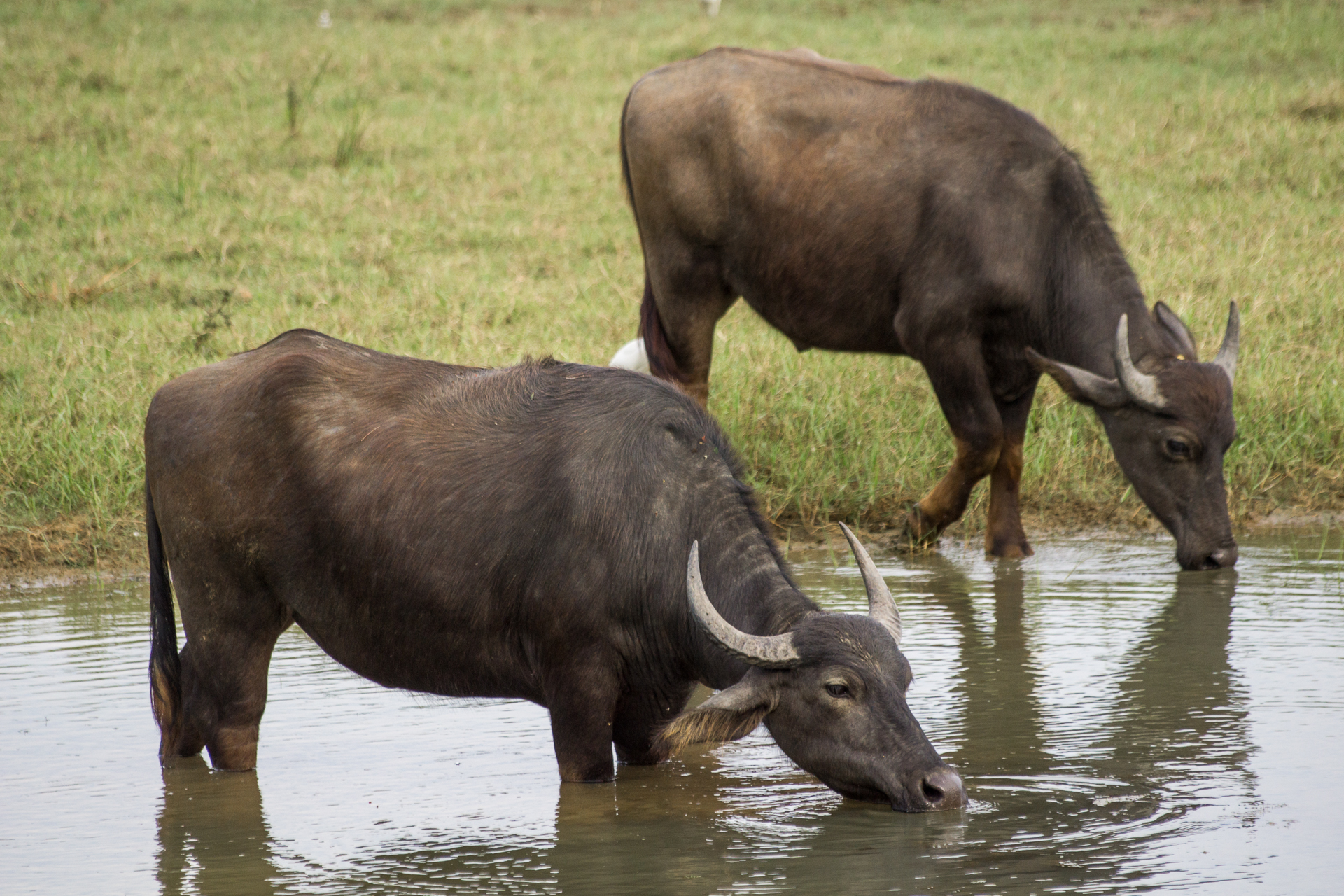
تصویر، گاومیش آبی در سریلانکا را در حال نوشیدن آب نشان می‌دهد. این حیوان نشخوارکننده با معده‌ی چهار قسمتی، فیبر گیاهی را با کمک میکروارگانیسم‌ها هضم می‌کند. در سریلانکا، از گاومیش آبی برای کار در مزارع و تولید شیر و گوشت استفاده می‌شود.

گاومیش نیز مانند گاو اهلی چهار معده‌ای و نشخوارکننده است. ساختمان دستگاه گوارشی آن به جز در قسمت زبان و کبد به گاو شبیه‌است. زبان گاومیش کوتاه‌تر و پهن‌تر و پرزهای روی زبان نیز کوتاه‌تر و نرم‌تر است در نتیجه زبان گاومیش هنگام لمس کردن صاف‌تر و نرم‌تر احساس می‌شود. کبد گاومیش بزرگ‌تر، گردتر، ضخیم‌تر از کبد گاو و لوب پایینی آن مانند کبد گوسفند هرمی شکل است.
با آنکه دستگاه گوارشی گاومیش و گاو تقریباً شبیه‌است دستگاه گوارشی گاومیش از نظر فیزیولوژیکی کارآمدتر است زیرا حجم و چین خوردگی‌های آن بیشتر از گاو است.
بررسی‌ها نشان داده‌است تعداد و تراکم برزهای شکمبه و نگاری در گاومیش بیش از گاو است و نوع و تعداد میکروارگانیزم‌های موجود در شکمبه این جانور با گاو تفاوت دارد و به همین دلیل گاومیش غذاهای حاوی فیبر را بهتر هضم می‌کند.

## تولید مثل
بلوغ جنسی در گاومیش نر و ماده بر اساس نژاد و نوع و محیط نگهداری بین ۲ تا ۳ سال متغیر است. دوره آبستنی در گاومیش باتلاقی ۳۲۵ تا ۳۳۰ روز و در گاومیش رودخانه‌ای ۳۰۰ تا ۳۲۰ روز است. فاصله مطلوب بین دو زایمان متوالی ۱۲ تا ۱۵ ماه است. دوره شیردهی گاومیش در حدود ۳۰۰ روز است. زایمان در گاومیش کاملاً شبیه زایمان گاو است با این تفاوت که در ۹۰ درصد از موارد زایمان در گاومیش به صورت ایستاده‌است. گاومیش نر در دو یا سه سالگی آماده جفتگیری است و تا ۱۲ سال یا بیشتر قادر به تولیدمثل است.

### تلقیح مصنوعی
امروزه تلقیح مصنوعی در گاومیش به‌طور گسترده‌ای استفاده می‌شود به‌خصوص در مراکز صنعتی. آمیزش گاو و گاومیش به دلیل ژنتیکی امکان‌پذیر نیست زیرا گاومیش ۴۸ تا ۵۰ کروموزومی است درصورتی که گاو ۶۰ کروموزوم دارد.

## سازگاری گاومیش
بیشتر جمعیت گاومیش‌های دنیا در آب‌وهوای گرمسیری و نیمه گرمسیری متمرکز شده‌اند و تعداد کمی از آن‌ها در آب‌وهوای سرد آسیا و اروپا زندگی می‌کنند. مطالعات تازه‌تر حاکی از آن است که به رغم سازش و عادت‌پذیری این جانوران با آب‌وهوای گرمسیری و نیمه گرمسیری به خوبی خود را با مناطق سرد آسیا و اروپا سازگار می‌کند.

## ویژگی‌های رفتاری و جایگاه پرورش گاومیش
گاومیش علاقه زیادی به آب‌تنی در استخر، رودخانه و گودال‌های آب دارد و معمولاً پس از مدتی چرا خود را به آب می‌رساند و در آن غوطه‌ور می‌شود.
گاومیش برای فرار از حشرات موذی نیز به آب پناه می‌برد و با آغشته کردن سطح بدن به گل و لای خود را از آسیب آفتاب و حشرات گزنده در امان نگه می‌دارد. محققان بر این باورند که در صورتی که دام به طریقی خنک شود آب‌تنی کردن برای آن ضرورت حیاتی ندارد.
تحمل گاومیش در برابر گرمای شدید و نور مستقیم آفتاب کم است و تابش مستقیم خورشید آن‌ها را کاملاً آشفته و پریشان می‌کند. تغییرات شدید و ناگهانی دمای محیط نیز بر جانور آثار ناگواری دارد و ممکن است به بیماری پنومونی (ذات الریه) و حتی مرگ منجر شود؛ بنابراین هنگام طراحی نگهداری گاومیش باید بر این موضوع توجه کرد و از هر راهی که امکان دارد از تغییر شدید آب‌وهوای محیط بر جانور جلوگیری کرد تا به تدریج با هوای جدید سازگار شود.
گاومیش با گاو در چرا رقیب نمی‌باشد چون گاو انتخابی عمل می‌کند در صورتی که گاومیش همه نوع علفی را می‌خورد. پس این دو نوع دام تکمیل‌کننده هم هستند گاومیش جانوری پرخور است و مناطق نیمه گرمسیری و مرطوب برایش مناسب است.

## رفتار گاومیش
با آن که ظاهر گاومیش خشن و زمخت است خوی بسیار آرامی دارد و به آسانی می‌توان آن را کنترل کرد. گاومیش نسبت به رنگ قرمز حساسیت دارد و معمولاً به دوشش یک نفر عادت می‌کند.
گاومیش نر بالغ بسیار شرور و خطرناک است و کنترل آن سخت و غالباً ناممکن است که برای مهار کردن آن را اخته می‌کنند یا با قرار دادن حلقه در بینی مهار می‌کنند.
گاومیش بر خلاف گاو توانایی لگدپرانی به طرفین را ندارد و همچنین مانند گاو به آسانی آشفته یا پریشان نمی‌گردد. طبیعت آرام، بردباری و پایداری گاومیش در انجام دادن کارهای سنگین این جانور را به کلید و راهگشای اقتصادی روستایی کشورهای آسیایی تبدیل کرده‌است.
گاومیش به‌طور متوسط روزانه ۵/۶ لیتر شیر تولید می‌کند. در حال حاضر رکوردهای شیر گاومیش‌های ایران در مرکز اصلاح نژاد دام کشور در کرج میانگین تولید ۱۲۰۰ کیلوگرم در یک دوره شیردهی ۲۰۰ روز را نشان می‌دهد.

## تغذیه گاومیش
یکی از صفات بارز و برجسته گاومیش تغذیه آن از علوفه خشبی و به مقدار زیاد است و از این نظر بر گاو برتری دارد زیرا اولاً دستگاه گوارشی گاومیش از گاو حجیم‌تر و ثانیاً چین خوردگی‌های آن بیشتر است. ثالثاً میکروارگانیسمهای شکمبه گاومیش از لحاظ تعداد و تنوع از گاو گسترده‌ترند.
با توجه به آن که گاومیش را هم به صورت سنتی و هم صنعتی نگهداری می‌کنند سیستم‌های متفاوتی برای تغذیه به آن‌ها طراحی شده که عبارت‌اند از:
۱ ـ سیستم تغذیه گسترده
در این سیستم گاومیش در مزارع مرتفع باتلاق مرداب و… تغذیه می‌کند معمولاً خود به دنبال غذا می‌رود در صورتی که مراتع خوب و سرسبز باشد در عرض دو تا چهار ساعت چریدن شکمبه خود را پر می‌کند.
۲ ـ سیستم تغذیه متمرکز
در این سیستم تغذیه دام در محوطه دامداری صورت می‌گیرد و در جایی کاربرد دارد که مزرعه، مرتع یا چراگاه در دسترس نباشد.
۳ـ سیستم تغذیه نیمه متمرکز
این سیستم آمیزه‌ای از دو سیستم قبلی می‌باشد و مهم‌ترین خوراک دام علوفه باقی‌مانده مزارع است که با مقادیر متفاوتی از غلات و دانه‌های روغنی تکمیل شده‌است.

## انواع فراورده‌های گاومیش
شیر: گاومیش حدود ۶/۵٪ از کل شیر جهان را تأمین می‌کند. شیر گاومیش از نظر چربی از شیر گاو غنی‌تر و دارای ماده خشک کمتر و بین میزان درصد لاکتوز با شیر گاو متفاوت زیادی نسبت املاح شیر گاومیش و پروتئین شیر گاومیش از شیر گاو بیشتر است.
گوشت: درصد گوشت و لاشه گاومیش به علت داشتن شکمبه حجیم و بزرگ، سر توپر و سنگین، درصد استخوان بیشتر، درصد چربی بیشتر در لاشه و کپل نسبتاً کم رشد و ضعیف و پوست ضخیم کمتر از درصد گوشت و لاشه گاو گوشتی است.
پوست: گاومیش پوستی ضخیم دارد برای تهیه دستکش چرمی ضخیم و تسمه‌های چرمی، زیره کفش، زین اسب و چرم ضدآب استفاده می‌شود.
ضخامت موی گاومیش دو برابر گاو است و برای تهیه برس و قلم مو استفاده می‌شود.
تراکم مو در گاومیش نسبت به گاو کمتر است و با افزایش سن تراکم آن کمتر نیز می‌شود.
شاخ: برای تهیه دکمه شانه، دسته چاقو و چتر و عصا، آلات موسیقی و وسایل تزئینی استفاده می‌شود. در هندوستان در صنایع دستی استفاده می‌شود.
فضولات: کود گاومیش از بهترین کودها برای حاصل‌خیزی زمین‌های زراعی و به ویژه پرورش قارچ است. در برخی روستاها از فضولات گاومیش برای تولید گرما به عنوان ماده سوختی استفاده می‌شود.
نیروی کار: در بسیاری از نقاط دنیا ماشین جایگزین خوبی برای دام نیست و حتی غیر اقتصادی است و در این صورت گاومیش برای شخم‌زنی و باربری استفاده می‌شود.
- جایگاه فراورده های گاومیش از نظر طب سنتی*:

از نظر دانشمندان طب سنتی از انجایی که گاومیش نسبت به گاو طبعی گرم دارد فراورده های آن نیز مانند شیر  ، سرشیر و گوشت برای کسانی که که نیاز به مواد لبنی و پرتئینی با طبع گرم دارند مورد استفاده قرار میگیرد .

## مهم‌ترین بیماری‌های گاومیش
تب برفکی ـ طاعون ـ شاربن علامتی ـ سل ـ بروسلوز ـ آبله ـ اسهال ویروسی گاو فاسیولوز ـ ننیازین ـ سارکوسیست ـ تیلریوز ـ بابزیوز ـ کوکسیدیوز و بیماری‌های انگلی ناشی از بند پایان مانند جرب ـ کنه ـ شپش ـ ورم پستان و غیره

## جمعیت
طبق گزارش فائو در سال ۲۰۱۸ حدود ۲۰۶ میلیون راس گاومیش در جهان وجود داشته‌است
| فهرست کشورهای دارای بیشترین تعداد گاومیش | فهرست کشورهای دارای بیشترین تعداد گاومیش | فهرست کشورهای دارای بیشترین تعداد گاومیش | فهرست کشورهای دارای بیشترین تعداد گاومیش |
| ---------------------------------------- | ---------------------------------------- | ---------------------------------------- | ---------------------------------------- |
| کشور                                     | کشور                                     | کشور                                     | تعداد گاومیش                             |
| ۱                                        |                                          | هند                                      | ۱۱۴٬۰۰۰٬۰۰۰                              |
| ۲                                        |                                          | پاکستان                                  | ۳۸٬۸۴۸٬۰۰۰                               |
| ۳                                        |                                          | چین                                      | ۲۷٬۱۱۶٬۰۰۰                               |
| ۴                                        |                                          | ایران                                    | ۶٫۰۰۰٫۰۰۰                                |
| ۵                                        |                                          | نپال                                     | ۵٬۲۷۷٬۰۰۰                                |
| ۶                                        |                                          | میانمار                                  | ۳٬۷۹۰٬۰۰۰                                |
| ۷                                        |                                          | مصر                                      | ۳٬۵۰۶٬۰۰۰                                |
| ۸                                        |                                          | فیلیپین                                  | ۲٬۸۸۲٬۰۰۰                                |
| ۹                                        |                                          | ویتنام                                   | ۲٬۴۲۵٬۰۰۰                                |
| ۱۰                                       |                                          | بنگلادش                                  | ۱٬۴۸۵٬۰۰۰                                |
| ۱۱                                       |                                          | برزیل                                    | ۱٬۳۹۰٬۰۰۰                                |